# Fort de Gondreville
Le fort de Gondreville a été construit en 1883 et modernisé entre 1906 et 1909.
C'est le dernier ouvrage construit dans la place forte de Toul selon les préceptes de Séré de Rivières.

## Le fort originel
Appartenant au système Séré de Rivières, c'est un fort de ceinture de la place forte de Toul.
De forme trapézoïdale, il fut conçu comme une redoute avant de devenir un fort. C'est un ouvrage à crête unique dont le casernement fut construit à fond de fossé.

## La modernisation

### Programme 1900
- Restructuration complète du fort : 1906-1909
- Armement : 1 tourelle de 75, 2 tourelles de mitrailleuses, 3 observatoires, une casemate de Bourges.

### Garnison et armement en 1914
- 1 compagnie d'infanterie (168e régiment d'infanterie) : L'ouvrage disposait de 138 places protégées dans les casemates, 160 places dans le casernement d'origine non modernisé.
- 164 artilleurs (6e régiment d'artillerie à pied) : Outre l'armement sous tourelle, 5 canons revolvers et 3 canons de 12 culasse pour la défense des coffres, 2 canons de 120 long et 2 mortiers de 15.

## État actuel
À l'abandon et en friche, il possède encore ses cuirassements.